# Robert de Beaumont, III conde de Leicester

Escudo de armas de Robert de Beaumont III, conde de Leicester.

Robert de Beaumont, III conde de Leicester (1121 - 1190) fue un noble un inglés que luchó por Enrique el Joven en la Revuelta de 1173–1174 contra su padre Enrique II. Es también llamado Robert Blanchemains ("Manos Blancas" en francés).

## Vida
Era hijo  de Robert de Beaumont, II conde de Leicester, acérrimo partidario de Enrique II. De su padre heredó vastas propiedades en Inglaterra y Normandía.
Cuando estalló la revuelta del joven Enrique en abril de 1173, Robert fue a su castillo en Breteuil en Normandía. Los rebeldes planeaban hacerse con el control del ducado, pero el propio Enrique II puso sitio al castillo; Robert huyó, y Breteuil fue tomado el 25 o 26 de septiembre.
Robert aparentemente fue a Flandes, donde reclutó una gran fuerza mercenaria, desembarcando en Walton, Suffolk, el 29 de septiembre de 1173. Se unió a las tropas del conde de Norfolk, y ambos marcharon hacia el oeste, con el propósito de cortar Inglaterra a través de las Midlands y aliviar el asedio castillo de Robert en Leicester. Sin embargo, fueron interceptados por los seguidores del rey y derrotados en la Batalla de Fornham, cerca de Bury St Edmunds, el 17 de octubre. Robert, junto con su mujer y muchos otros, fue tomado prisionero y desposeído de sus tierras y títulos.
Permaneció prisionero hasta enero de 1177, cuando la mayoría de los otros prisioneros habían sido liberado. El rey estaba en una posición fuerte y podía permitirse ser piadoso. Poco después, Robert recibió de nuevo sus tierras y sus títulos, pero no así sus castillos. Todos excepto dos habían sido destruidos, y estos dos, (Montsorrel en Leicestershire y Pacy en Normandía) pasaron a ser propiedades reales.
Robert tuvo poca influencia en los años restantes del reinado de Enrique, pero recuperó el favor real con su hijo Ricardo I, portando una de las espadas estatales en su coronación en 1189. En 1190 Roberto partió a la tercera cruzada a Palestina, pero murió durante el viaje de regreso en Dyrrachium.

## Familia
Robert se casó con Petronila, hija de William de Grandmesnil y bisnieta y heredera de los territorios ingleses que figuraban en el Domesday del barón Hugh de Grandmesnil. Tuvieron cinco hijos:
- Robert, que sucedió a su padre como Conde de Leicester;
- Roger, Obispo de St. Andrews en 1189;
- William, posiblemente antepasado de la Casa de Hamilton;[1][2]
- Amicia, esposa de Simon de Montfort (fallecido en 1188), y cuyo hijo Simon posteriormente sería Conde de Leicester;
- Margaret, esposa de Saer de Quincy, I conde de Winchester.